# Herrarnas lagtävling i sabel vid olympiska sommarspelen 2012
Herrarnas lagtävling i sabel i de olympiska fäktningstävlingarna 2012 avgjordes den 3 augusti 2012.

## Medaljörer
| Event                      | Guld                                                        | Silver                                                      | Brons                                                             |
| Lagtävling i sabel, herrar | Sydkorea Gu Bon-Gil Won Woo-Young Kim Jung-Hwan Oh Eun-Seok | Rumänien Rares Dumitrescu Tiberiu Dolniceanu Florin Zalomir | Italien Aldo Montano Diego Occhiuzzi Luigi Samele Luigi Tarantino |

## Tävlingsformat
Alla 10 tävlingsklasserna följer samma program.
I de individuella tävlingarna, herrarnas och damernas florett, herrarnas sabel och damernas värja börjar med 32-delsfinaler, men eftersom inga av turneringarna har 64 deltagare är en del av dem seedade till sextondelsfinalerna. Herrarnas värja och damernas sabel börjar direkt med sextondelsfinaler, där max två tävlande får seedas direkt till åttondelsfinalerna. Lottningen avgörs på befintliga FIE-rankingar.
Samtliga lagklasserna kommer att ha åtta lag, förutom klasserna vilka Storbritannien väljer att delta i - som värdland. Lottningen avgörs på befintliga FIE-rankingar.
Individuella fäktare och lag avancerar vidare mot finalerna där vinnarna i semifinalerna gör upp om gulden.
Om det blir oavgjort i antingen individuella eller lagtävlingarna, fäktas idrottarna i ytterligare en minut. De som först får till en träff är vinnaren.

## Tävlingsschema
Alla tider är brittisk tid (UTC+1)
| Datum          | Tid   | Omgång                  |
| -------------- | ----- | ----------------------- |
| 3 augusti 2012 | 09:00 | Kval till och med final |

## Resultat

### Slutspel
|  | Kvartsfinaler | Kvartsfinaler | Kvartsfinaler |          |    | Semifinaler | Semifinaler | Semifinaler |            |            | Final      | Final      | Final |
|  |               |               |               |          |    |             |             |             |            |            |            |            |       |
|  | 1             | Ryssland      | 45            |          |    |             |             |             |            |            |            |            |       |
|  | 8             | USA           | 33            |          |    |             |             |             |            |            |            |            |       |
|  | 8             | USA           | 33            |          | 1  | Ryssland    | 43          |             |            |            |            |            |       |
|  |               |               |               |          | 1  | Ryssland    | 43          |             |            |            |            |            |       |
|  |               |               | 4             | Rumänien | 45 |             |             |             |            |            |            |            |       |
|  | 5             | Kina          | 4             | Rumänien | 45 | 30          |             |             |            |            |            |            |       |
|  | 5             | Kina          |               |          |    | 30          |             |             |            |            |            |            |       |
|  | 4             | Rumänien      | 45            |          |    |             |             |             |            |            |            |            |       |
|  |               |               |               |          |    |             |             |             |            |            | 4          | Rumänien   | 26    |
|  |               |               | 6             | Sydkorea | 45 |             |             |             |            |            |            |            |       |
|  | 3             | Tyskland      | 38            |          |    |             |             |             |            |            |            |            |       |
|  | 6             | Sydkorea      | 45            |          |    |             |             |             |            |            |            |            |       |
|  | 6             | Sydkorea      | 45            |          | 6  | Sydkorea    | 45          |             | Bronsmatch | Bronsmatch | Bronsmatch | Bronsmatch |       |
|  |               |               |               |          | 6  | Sydkorea    | 45          |             | Bronsmatch | Bronsmatch | Bronsmatch | Bronsmatch |       |
|  |               |               | 7             | Italien  | 37 |             |             |             |            |            |            |            |       |
|  | 7             | Italien       | 7             | Italien  | 37 | 45          |             | 1           | Ryssland   | 40         |            |            |       |
|  | 7             | Italien       |               |          |    | 45          |             | 1           | Ryssland   | 40         |            |            |       |
|  | 2             | Belarus       | 44            |          |    |             |             |             |            |            | 7          | Italien    | 45    |

### Placering 5-8
|  | Semifinal | Semifinal |    |     | Placering 5-6 | Placering 5-6 |  |
|  |           |           |    |     |               |               |  |
|  |           |           |    |     |               |               |  |
|  | USA       | 28        |    |     |               |               |  |
|  | Kina      | 45        |    |     |               |               |  |
|  |           |           |    |     |               |               |  |
|  |           |           |    |     |               |               |  |
|  |           |           |    |     | Tyskland      | 45            |  |
|  |           | Kina      | 30 |     |               |               |  |
|  |           |           |    |     |               |               |  |
|  |           |           |    |     |               |               |  |
|  |           |           |    |     | Placering 7-8 |               |  |
|  |           |           |    |     |               |               |  |
|  | Tyskland  | 45        |    | USA | 35            |               |  |
|  | Belarus   | 40        |    |     | Belarus       | 45            |  |

## Slutliga placeringar
| Placering | Lag      | Fäktare                                                                  |
| --------- | -------- | ------------------------------------------------------------------------ |
| 1         | Sydkorea | Gu Bon-Gil Kim Jung-Hwan Won Woo-Young Oh Eun-Seok                       |
| 2         | Rumänien | Tiberiu Dolniceanu Rareș Dumitrescu Florin Zalomir Alexandru Sirițeanu   |
| 3         | Italien  | Aldo Montano Diego Occhiuzzi Luigi Tarantino Luigi Samele                |
| 4         | Ryssland | Nikolaj Kovalev Veniamin Resjetnikov Aleksej Jakimenko                   |
| 5         | Tyskland | Max Hartung Nicolas Limbach Benedikt Wagner Björn Hübner                 |
| 6         | Kina     | Liu Xiao Wang Jingzhi Zhong Man Jiang Ke Lu                              |
| 7         | Belarus  | Aliaksandr Buikevitj Dmitrj Lapkes Valeri Prjiemka Aliaksei Lichatjeuski |
| 8         | USA      | Daryl Homer Tim Morehouse James Leighman Williams Jeff Spear             |